# Murilo Mendes
Monteiro Mendes est un nom portugais ; le premier nom de famille (d'usage facultatif) est Monteiro et le second est Mendes.
Murilo Monteiro Mendes, né à Juiz de Fora (Minas Gérais) le 13 mai 1901 et mort à  Lisbonne le  13 août 1975, est un poète, prosateur et critique d'arts visuels brésilien, un représentant catholique du surréalisme dans la littérature brésilienne.